# Львовская земля
Льво́вская земля́ (пол. Ziemia lwowska; укр. Львівська земля) — одна из пяти земель (четыре «земли» и три повета) Русского воеводства (1434—1772 годов) в составе Короны Королевства Польского, с 1569 года — Речи Посполитой. 
Формирование земли началось во второй половине XIII века с возвышения роли Львова в Галицко-Волынском княжестве, трансформированной в королевство Руси. В некоторых источниках называется земля Львовская, Львовское княжество.

## История
Древнейшие государственные структуры славянских племен на территории Львовской земли начали зарождаться в VI века в эпоху легендарных братьев Руса, Ляха, Чеха. Предполагают, что в Стольско близ города Николаева находился в VIII — IX веках один из племенных центров Белых хорватов. Не менее значительным славянским поселением этого же периода был Плеснеск недалеко Брод-Олеська. К середине IX столетия эти земли вошли в Великоморавского государства, что распалась после разгрома его войска 907 мадьярскими племенами в битве у Братиславы. Того же 907 года хорваты принимали участие в походе князя Олега на Константинополь, возможно, ища у него защиты от агрессивных кочевых племен. После разгрома венгров 955 на реке Лех немецким войском императора Оттона чешский князь Болеслав Жестокий присоединил моравские земли. В правление его сына Болеслава II Набожного Краковской землей лишь в 986/89 годах завладел польский князь Мешко и, поэтому маловероятно, что князь Владимир I Великий в походе 981 года занял земли ляхов, ведь Нестор летописец писал, что в поход 992 года ходил против хорватов. Возможно, признаком примирения князя с местной аристократией были два брака князя (980—1015) с двумя чешками, чьи имена неизвестны. Также «Чешская хроника» подавала в 1086 году восточные границы Пражской епархии по рекам Буг и Стир.
К концу XIII века Львов стал главным городом владений князя Льва Даниловича, а со 2-й половины XIV века город получил статус столицы королевства Руси, захваченного обладателями Короны польского королевства и Короны Святого Стефана. К концу XIV века сложилась патовая ситуация, когда титулярным обладателями Русского королевства были венгерские короли, что утвердил Папа Римский в конце XIV века, а действительными обладателями были короли Польши. 
При люстрации в 1676 году в Львовской земле насчитали 42 города и 618 поселков. По количеству городов в Русском воеводстве Львовская земля уступала только Галицкой земле, при том, что Львов с 25 — 30 тысячами населения на середину XVII века был крупнейшим городом тогдашнего Русского воеводства и по значимости в Речи Посполитой уступал только столичным Варшаве, Кракову и Вильнюсу.